# Sirena (avviso)
Il Sirena è stato un avviso a ruote della Real Marina del Regno delle Due Sicilie, successivamente acquisito dalla Regia Marina.

## Costruzione
Piroscafo-avviso di dimensioni abbastanza ridotte e dalle linee tradizionali, il Sirena, scafo in legno con carena rivestita di rame, aveva, oltre all'apparato propulsivo, anche due alberi armati a brigantino goletta (trinchetto a vele quadre e maestra a vele auriche). L'apparato motore era costituito da due caldaie, ognuna delle quali provvista di un fumaiolo, ed una macchina alternativa a bilanciere, che imprimeva la potenza di 120 HP (88 kW) nominali a due ruote a pale articolate, consentendo una velocità massima di 12 nodi ed un'autonomia di 70 ore (840 miglia) a tale velocità. La macchina a vapore, prodotta dalla ditta londinese Maudslay & Field, non era di nuova costruzione, ma proveniva dal vecchio avviso a ruote Nettuno, costruito in Inghilterra nel 1833 e demolito nel 1855; tale motrice venne installata sullo scafo del Sirena a varo già avvenuto, nel novembre 1859.
L'armamento originario del Sirena si componeva di un cannone in ferro a canna liscia da 30 libbre, ad avancarica, collocato a prua su un affusto circolare, e di quattro cannoni da 4 libbre, in bronzo ed a canna rigata. Nel 1863 l'armamento venne completamente sostituito, risultando composto da un cannone bronzeo a canna rigata da 165 mm e da due cannoni da 75 mm N.2, ad avancarica, anch'essi in bronzo ed a canna rigata. Nel 1873 il cannone da 165 mm venne eliminato, ed in seguito l'armamento del Sirena venne incrementato con l'imbarco di una singola mitragliera, mentre i due cannoni B.R. da 75 mm N. 2 ad avancarica vennero sostituiti con altri due pezzi dello stesso tipo, ma a retrocarica.

## Storia
Impostato nell'ottobre 1855 nei cantieri di Castellammare di Stabia per la Real Marina del Regno delle Due Sicilie, il Sirena poté essere varato solo nel novembre 1859 ed ultimato a fine maggio del 1860, nel corso dei tumultuosi eventi che avrebbero portato all'unità d'Italia e, conseguentemente, alla fine del Regno delle Due Sicilie.
Il servizio dell'avviso per la Marina borbonica fu pertanto molto breve: sotto tale bandiera la nave svolse un solo compito, il rimorchio, nel giugno del 1860, del brigantino San Girolamo da Napoli a Palermo. Comandava allora la nave il tenente di vascello Roberto Pucci.
Rientrato a Napoli in settembre, il Sirena non seguì, al pari della maggior parte della flotta del regno delle Due Sicilie, Francesco II nella sua fuga a Gaeta: il 7 settembre 1860, giorno della partenza del sovrano, la nave, al comando del capitano di fregata Pietro Lavia, rimase nel porto partenopeo, passando quindi alla Marina del Regno di Sardegna. Gran parte degli equipaggi della flotta borbonica, tuttavia, essendo ancora fedeli a Francesco II, disertarono in massa, rendendo di fatto molte delle navi inimpiegabili: a stento si riuscì a racimolare un numero di uomini sufficiente ad armare il Sirena. Aggregato alla squadra sabauda del viceammiraglio Carlo Pellion di Persano, l'avviso, al comando ora del capitano di fregata Leopoldo De Cosa, venne da questi impiegato in compiti costieri e di staffetta – essenzialmente di collegamento e di trasporto – nelle ultime fasi della campagna del 1860-1861. Alle nove di sera dell'11 settembre 1860 la divisione sarda partì per l'Adriatico, ed il Sirena fu l'unica nave ex del regno delle Due Sicilie a potersi unire ad essa, ma l'indomani, non disponendo di carbone per più di 40 ore di navigazione, venne rimandato da Persano a Napoli, in quanto un suo invio a Corfù per fare rifornimento avrebbe causato una fuga di notizie sull'arrivo della Divisione sarda in Adriatico, che doveva restare invece segreta il più a lungo possibile. Il 1º novembre 1860 l'avviso, partito da Napoli, giunse in Sicilia, portando notizie per l'ammiraglio Persano.
Il 24 gennaio 1861 la nave venne inviata nel Canale d'Otranto, dove vigilò sulla posa del cavo sottomarino Brindisi-Corfù da parte della nave britannica William. Ultimato tale compito, l'avviso fece ritorno a Messina.
Iscritto nel Quadro del Naviglio della Regia Marina con la nascita di quest'ultima, il 17 marzo 1861, come piroscafo a ruote, e riclassificato avviso a ruote di II ordine il 14 giugno 1863, il Sirena venne sottoposto a lavori di modifica dell'armamento.
Dal 1863 al 1866 la nave svolse diverse missioni, cui si alternarono alcuni periodi di disarmo. Attiva inizialmente nel Tirreno, ove partecipò a varie manovre, l'unità venne temporaneamente posta in disarmo e quindi riarmata alla Spezia il 18 gennaio 1864, al comando dapprima del comandante Pompeo Provana del Sabbione e quindi di Augusto Riboty.

Nell'aprile 1864 l'avviso, al comando del capitano di fregata Giribaldi, fu inviato in Tunisia con numerose altre navi, per difendere gli interessi italiani in tale territorio e tutelare i cittadini italiani là residenti da una grave rivolta scoppiata nel paese Maghrebino. In seguito, ripetutamente disarmato e riarmato, il Sirena operò in compiti di collegamento tra Napoli, Taranto e Messina, agli ordini del capitano di fregata Raffaele Noce. 

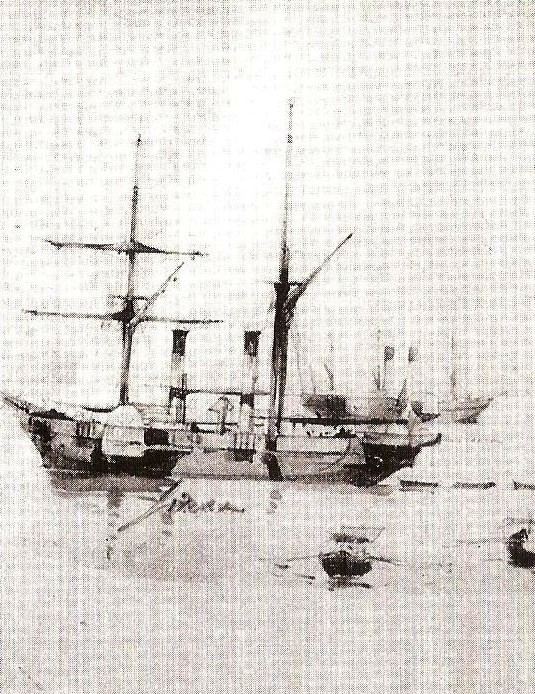
Il Sirena ad Ancona prima della partenza per l’attacco a Lissa, particolare da un acquarello di Ippolito Caffi.

Il 16 marzo 1866 l'avviso, comandato ora dal luogotenente di vascello Sanminiatelli, venne inviato in Mar Nero, ove fu stazionario a Costantinopoli. Sempre nel corso del 1866 la nave effettuò alcune crociere di sorveglianza nelle acque del Lazio.
Nel luglio 1866, in seguito allo scoppio della terza guerra d'indipendenza, il Sirena venne aggregato all'armata d'operazioni destinata ad operare in Adriatico. Tale armata partì da Taranto nella mattina del 21 giugno, giungendo ad Ancona nel pomeriggio del 25. L'8 luglio, contemporaneamente ad un'uscita in mare della flotta italiana (che rientrò alle basi il 12 luglio), il Sirena venne inviato ad una ventina di miglia da Ancona, verso Porto San Giorgio (sull'isola di Lissa), per avvistare eventuali formazioni navali austro-ungariche in arrivo per scontrarsi con le navi italiane, secondo il piano dell'ammiraglio Persano, comandante in capo dell'armata, cui il Sirena avrebbe dovuto immediatamente riferire. Non fu tuttavia individuata nessuna nave, in quanto in quei giorni le navi nemiche, al comando del viceammiraglio Wilhelm von Tegetthoff, rimasero nei porti.
Dall'11 al 16 luglio il Sirena stazionò a Fermo, sempre per osservare eventuali spostamenti di unità avversarie verso Ancona, poi venne inviato a Rodi Garganico.
Il 16 luglio 1866 la squadra italiana lasciò Ancona per attaccare l'isola di Lissa, dove si pensava di sbarcare. Il 17-18 luglio, prima e durante la prima ed intensa azione di bombardamento contro le fortificazioni di Lissa, il Sirena ebbe il compito di incrociare, così come altri tre avvisi, Esploratore, Messaggere e Stella d’Italia (quest'ultimo ausiliario), al largo di Lissa, ai quattro punti cardinali rispetto alla flotta italiana, per avvertire dell'eventuale arrivo di navi nemiche. 
Non essendo un'unità progettata per il combattimento, e non facendo parte di nessuna delle tre squadre (in realtà solo due, in quanto la II Squadra – navi in legno – rimase mera spettatrice) impegnate nella battaglia, il Sirena non fu coinvolto direttamente nella successiva battaglia di Lissa, svoltasi il 20 luglio e costata alla Marina italiana la perdita delle corazzate Re d'Italia e Palestro, che si concluse nella serata del giorno stesso, quando la flotta italiana rientrò ad Ancona.
Nel 1867 il Sirena, al comando del luogotenente di vascello Vitagliano, fu attivo in Mar Ionio ed in Mar Egeo, tra Candia ed il Pireo. Nel febbraio 1868 la nave, che era ora comandata dal luogotenente di vascello Vincenzo Casamarte, tornò a Costantinopoli come stazionaria, giungendovi il 17 febbraio e navigando frequentemente nel Mar Nero e nel Danubio a difesa delle navi mercantili italiane impiegate nel commercio del grano. Rientrata a Napoli nell'agosto 1869, l'unità venne disarmata per un triennio.
Riarmato il 1º novembre 1872, il Sirena venne assegnato alla Squadra Permanente, mentre dal marzo 1873 ebbe base a Messina. Nell'ottobre 1872 l'avviso, agli ordini del comandante Romano, partecipò, insieme alle altre unità del II Gruppo (pirofregate corazzate Principe di Carignano, Conte Verde e Messina), ad esercitazioni nelle acque di Messina, alla presenza del re Vittorio Emanuele II. Successivamente la nave venne destinata alla localizzazione dei fari sulla costa dell'Italia occidentale, compito in cui fu tuttavia sostituita, nell'ottobre 1873, dalla pirocorvetta a ruote Tripoli. Nel 1877 l'unità venne riclassificata nave sussidiaria di III classe. 

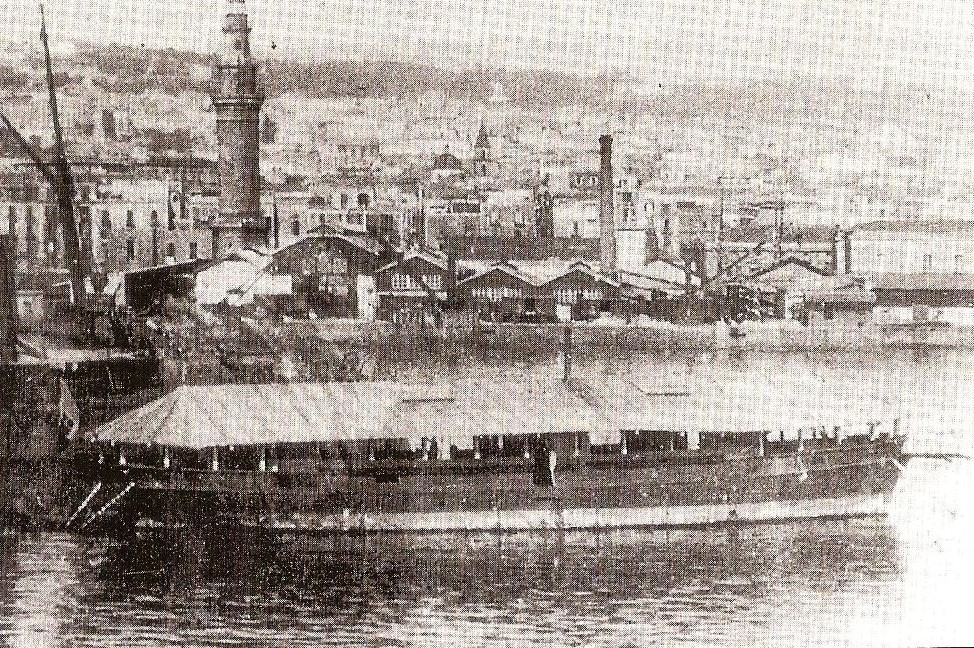
Il guardaporto G.M. 8, ex Sirena, fotografato a Napoli nell’autunno 1908.

 Nel maggio 1877 il Sirena fece ritorno a Costantinopoli, nell'ambito della guerra scoppiata tra Russia e Turchia ed a sostituzione dell'avviso ad elica Vedetta, e rimase nella città turca sino al febbraio 1878. Nel gennaio 1881 il Sirena era in disarmo a Venezia.
Stazionaria in Sicilia, la nave, nell'agosto 1881, venne mandata sulle coste della Tunisia, ove si trovavano già altre navi italiane, per difendere i cittadini italiani in Tunisia nel corso delle lotte degli arabi per l'indipendenza. L'avviso fece ritorno a Palermo nel novembre 1881. Comandanti della nave in questo periodo furono il capitano di corvetta Francesco Chigi (1880) e successivamente Luigi Palumbo (1881).
L'ultimo compito del Sirena consisté nella vigilanza sanitaria al largo delle coste orientali siciliane, protrattosi dall'agosto all'ottobre 1883 con alcune crociere tra Messina e Catania. Rientrato a Napoli, l'avviso venne posto definitivamente in disarmo in ottobre.
Radiata il 29 ottobre 1884, l'ormai anziana unità venne ancora usata per oltre vent'anni: dapprima, fino al 1895, ebbe impiego come deposito munizioni a Capo Miseno, poi, con la denominazione di G.M. 8, fu adibita alla difesa portuale di Napoli, con funzioni di guardaporto. Nel 1910 l'ormai ex Sirena venne venduto a privati per demolizione al costo di 5100 lire.